# Felicia's Journey
Felicia's Journey (bra: O Fio da Inocência; prt: A Viagem de Felícia) é um filme canado-britânico de 1999, dos gêneros comédia dramática e suspense, escrito e dirigido por Atom Egoyan, com roteiro baseado no romance homônimo de William Trevor.
Concorreu à Palma de Ouro no Festival de Cannes de 1999, mas foi derrotado por Rosetta.

## Sinopse
Em busca do pai de seu filho, jovem grávida, fugitiva da casa de seus pais, é auxiliada por um estranho solitário.

## Elenco
- Elaine Cassidy ....... Felícia
- Bob Hoskins ....... Joe Hilditch
- Arsinée Khanjian ....... Gala
- Sheila Reid ....... Iris
- Nizwar Karanj ....... Sidney
- Ali Yassine ....... vendedor
- Peter McDonald ....... Johnny Lysaght
- Kriss Dosanjh ....... vendedor
- Gerard McSorley ....... pai de Felícia
- Marie Stafford ....... bisavó de Felícia
- Gavin Kelty ....... Shay Mulroone
- Brid Brennan ....... sra. Lysaght
- Mark Hadfield ....... diretor de televisão
- Danny Turner ....... Joey Hilditch jovem